# Descente (phonétique)
Pour les articles homonymes, voir Descente.
En phonétique articulatoire, la descente désigne une augmentation de la taille de la cavité buccale, c'est-à-dire un abaissement de la mâchoire inférieure ou de la langue. Pour une voyelle, il s'agit d'une augmentation de son aperture, pour une consonne, d'une obstruction moins importante au passage de l'air. La descente est désignée par un taquet bas souscrit dans l'alphabet phonétique international.

## Exemples
- e̞: voyelle d'avant moyenne (entre e et ɛ)
- β̞ : spirante bilabiale